# Ялма (приток Пры)
Я́лма (в верхнем течении также — Варна) — река в Шатурском районе Московской области России. Площадь водосборного бассейна — 666 км².
На протяжении нескольких километров в нижнем течении по Ялме проходит граница Московской и Рязанской областей (Клепиковский район). Ялма впадает в правую протоку реки Пры в районе Клепиковских озёр. Крупнейшим населённым пунктом на Ялме является село Дмитровский Погост (Коробово). Бассейн реки сильно заболочен.

## Гидрология
Длина 34 км. Равнинного типа. Питание преимущественно снеговое. Ялма замерзает в ноябре — начале декабря, вскрывается в конце марта — апреле.

## История
До конца XIX века река была на 10 километров длиннее и впадала в Пру через озеро Святое в районе села Ялмонть (ныне села не сохранилось, на этом месте осталась только недействующая и сильно разрушенная церковь Николая Чудотворца 1858 года постройки). Однако, после прорытия канала, соединяющего Ялму в районе Великодворья с озером Сокорево (соединяющимся с Прой ниже по течению), нижний участок Ялмы стал течь в обратную сторону и называться также Прой. Так образовалось Мещёрское озёрное кольцо.

## Достопримечательности

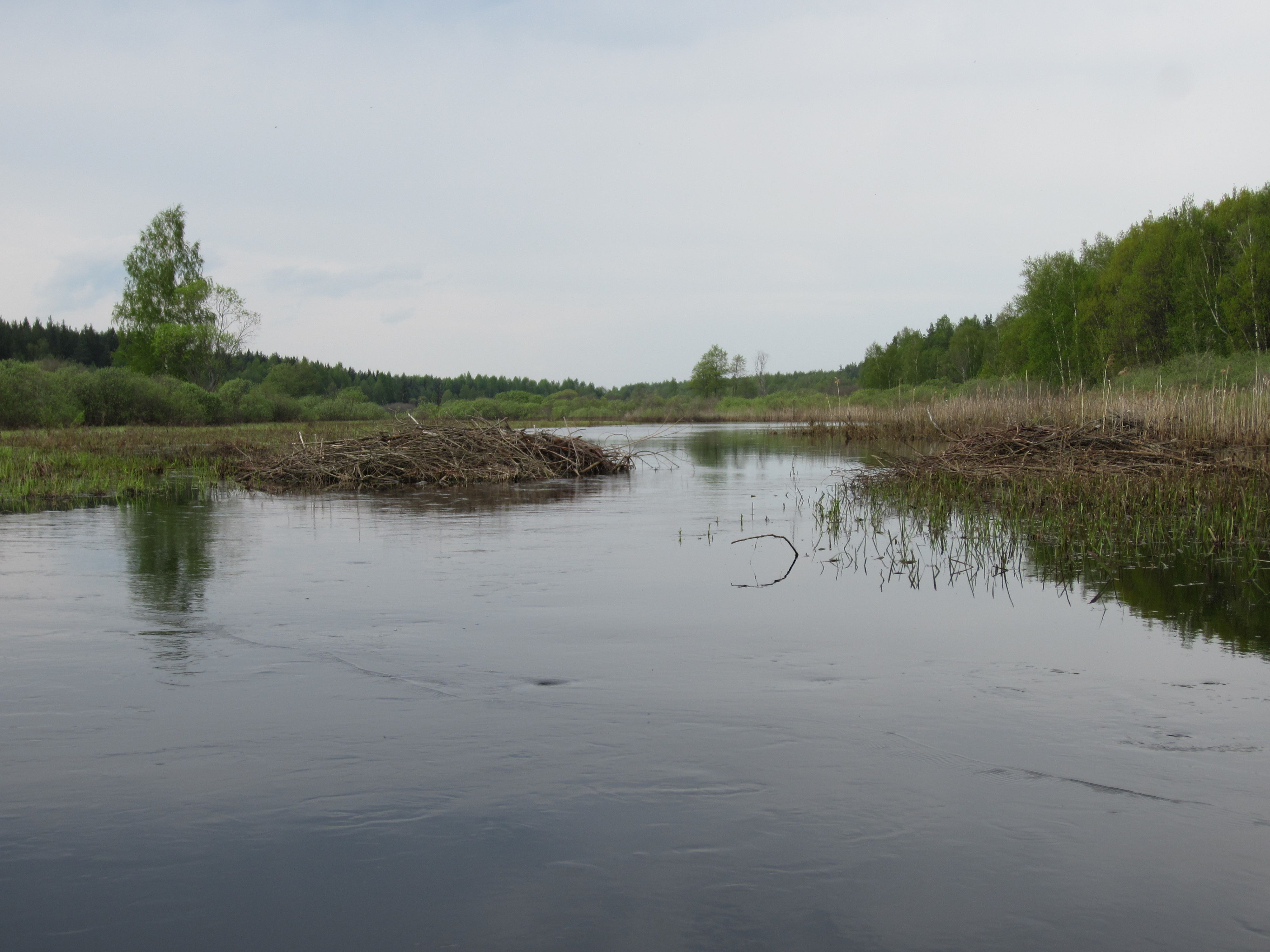
Боборовая плотина на Ялме

Ялма считается одной из самых рыбных рек области. Часто служит началом походов на байдарках по Пре через самую глухую часть Мещерской низменности.

## Данные водного реестра
По данным государственного водного реестра России относится к Окскому бассейновому округу, водохозяйственный участок реки — Ока от водомерного поста у села Копоново до впадения реки Мокша, речной подбассейн реки — бассейны притоков Оки до впадения Мокши. Речной бассейн реки — Ока.
Код объекта в государственном водном реестре — 09010102312110000026344.

## Притоки
(расстояние от устья)
- 6,3 км: река Чальца (пр)